# Archon (Aisne)
Archon é uma comuna francesa na região administrativa de Altos da França, no departamento Aisne. Estende-se por uma área de 6,37 km². Em 2010 a comuna tinha 89 habitantes (densidade: 14 hab./km²).